# Trayectoria ortogonal

Circunferencias concéntricas y sus trayectorias ortogonales (Ejemplo)

Parábolas y sus trayectorias ortogonales (Ejemplo)

En matemáticas, una trayectoria ortogonal es una curva que se interseca ortogonalmente con cada curva de una familia de curvas dada.
Por ejemplo, las trayectorias ortogonales de una familia de circunferencias concéntricas son las rectas que pasan a través de su centro común (ver esquema).
La determinación de las trayectorias ortogonales se realiza mediante la resolución de ecuaciones diferenciales. El método estándar consiste en establecer una ecuación diferencial ordinaria de primer orden y luego resolverla por separación de variables. Ambos pasos pueden ser difíciles o incluso imposibles; en tales casos, se deben aplicar métodos numéricos.
Las trayectorias ortogonales son utilizadas en matemáticas, por ejemplo, como sistemas de coordenadas curvilíneos (e.g. coordenadas elípticas), o aparecen en física como campos eléctricos y sus curvas equipotenciales.
Si la trayectoria se interseca con las curvas dadas en un ángulo arbitrario pero fijo, entonces se la conoce como trayectoria isogonal.

## Determinación de las trayectorias ortogonales

### En coordenadas cartesianas
Asumimos que la familia de curvas dada está expresada implícitamente por la ecuación
(0) {\displaystyle :\ F(x,y,c)=0,\qquad }                                                       ejemplo{\displaystyle :\ y=cx^{2}\quad \rightarrow \quad y-cx^{2}=0}
donde {\displaystyle c} es el parámetro de la familia de curvas. Si la familia de curvas está dada explícitamente por una ecuación {\displaystyle y=f(x,c)}, es posible expresarla de manera implícita de la forma: {\displaystyle y-f(x,c)=0}. Para los siguientes pasos, se asume que existen todas las derivadas necesarias.
Paso 1.
Derivamos implícitamente para {\displaystyle x}:
(1) {\displaystyle :\ F_{x}(x,y,c)+F_{y}(x,y,c)\;{\frac {dy}{dx}}=0,}                               ejemplo{\displaystyle :\ {\frac {dy}{dx}}-2cx=0}
Sea {\displaystyle y_{1}'={\frac {dy}{dx}}} la derivada (pendiente) de la familia de curvas dada, entonces de (1) se obtiene que:
(2) {\displaystyle :\ y_{1}'={\frac {dy}{dx}}=-{\frac {F_{x}(x,y,c)}{F_{y}(x,y,c)}}=f_{1}(x,y,c)} ,                     ejemplo{\displaystyle :\ {\frac {dy}{dx}}=2cx}
Paso 2.
Se asume que la ecuación (0) puede ser resuelta para el parámetro {\displaystyle c}:
(3) {\displaystyle :\ c=F_{1}(x,y),}                                                                    ejemplo{\displaystyle :\ c={\frac {y}{x^{2}}}}
Reemplazamos (3) en (2) para eliminar {\displaystyle c} y obtener una ecuación diferencial de primer orden:
(4) {\displaystyle :\ y'_{1}=f_{1}(x,y,F_{1}(x,y))\quad \rightarrow \quad y'_{1}=f(x,y)}              ejemplo{\displaystyle :\ y'_{1}=2{\frac {y}{x}}}
Paso 3.
Puesto que la pendiente de la trayectoria ortogonal en el punto {\displaystyle (x,y)} es el negativo del inverso multiplicativo de la pendiente de la curva dada en ese punto, la trayectoria ortogonal satisface la ecuación diferencial de primer orden 
(5) {\displaystyle :y'=-{\frac {1}{f(x,y)}}}                                                                   ejemplo{\displaystyle :\ y'=-{\frac {x}{2y}}}
Paso 4.
Finalmente, la ecuación diferencial debe ser resuelta por un métoto adecuado. Para el ejemplo anterior, la separación de variables es adecuada, dando como solución (ecuación de las trayectorias ortogonales): 
{\displaystyle y=mx,\quad m\in \mathbb {R} }

## Trayectorias isogonales
Se conoce como trayectoria isogonal a una curva que se interseca en un ángulo fijo {\displaystyle \alpha } con cada curva de una familia de curvas dada.
La relación existente entre la pendiente {\displaystyle y'} de la trayectoria isogonal y la pendiente {\displaystyle f(x,y)} de la curva de la familia de curvas dada, se obtiene a partir de la fórmula de la tangente de la suma de dos ángulos.
Por tanto, la ecuación diferencial de las trayectorias isogonales es:
{\displaystyle y'={\frac {f(x,y)+\tan(\alpha )}{1-f(x,y)\;\tan(\alpha )}}\ .}
Cuando {\displaystyle \alpha \rightarrow 90^{\circ }} se obtiene la condición para las trayectorias ortogonales.
Ejemplo
Para las circunferencias concéntricas y un ángulo {\displaystyle \alpha =45^{\circ }}, se tiene:
{\displaystyle \ y'={\frac {-x/y+1}{1+x/y}}\ .}

Trayectorias isogonales de circunferencias concéntricas con

Este es un tipo especial de ecuación diferencial, que puede ser transformada mediante la sustitución {\displaystyle z=y/x} en una ecuación diferencial separable que se resuelve por separación de variables. Luego de deshacer la sustitución, se obtiene la ecuación de las trayectorias isogonales: 
{\displaystyle \arctan {\frac {y}{x}}+{\frac {1}{2}}\ln(x^{2}+y^{2})=C\ .}
La anterior ecuación expresada en coordenadas polares es: 
{\displaystyle C-\varphi =\ln(r)\ ,}
la cual describe espirales logarítmicas (ver diagrama).